# Now 90s & 00s
Now 90s & 00s é um canal de televisão britânico aberto voltado a exibição de videoclipes de músicas dos anos 1990 e 2000.

## História
Em junho de 2024, a Penny Street TV Ltd (Universal Music Group) lançou o novo canal de música chamado Now 90s & 00s, que exibe videoclipes dos anos 1990 e 2000.
Em 3 de julho de 2024, foi lançado na Sky e na Virgin Media. O canal trouxe de volta a marca Now 90s, em um bloco de programação em determinados horários, junto com um novo bloco de programação chamado Now 00s, que se concentra em músicas dos anos 2000.
De 7 de novembro a 27 de dezembro de 2024, o canal foi temporariamente renomeado para Now Christmas para a temporada festiva.
Em 12 de março de 2025, Now 90s e 00s foi adicionado à programação da Samsung TV Plus.